# Pühäjõgi
Pühäjõgi är ett vattendrag i södra Estland. Den är 15 km lång och är ett västligt högerbiflöde till Võhandu jõgi som är Estlands längsta flod och mynnar i sjön Peipus. Källan ligger i sjön Vidrike järv i Otepää högland som ligger i landskapet Valgamaa. Den rinner åt öster i en dalgång där den passerar en rad sjöar, däribland Voki järv och Kooraste Suurjärv. Dess sammanflöde med Võhandu jõgi ligger i landskapet Põlvamaa.

### Fotnoter
1. ↑  Sillaotsa jõgi hos Geonames.org (cc-by); post uppdaterad 2012-01-17; databasdump nerladdad 2015-09-05